# بانک وان

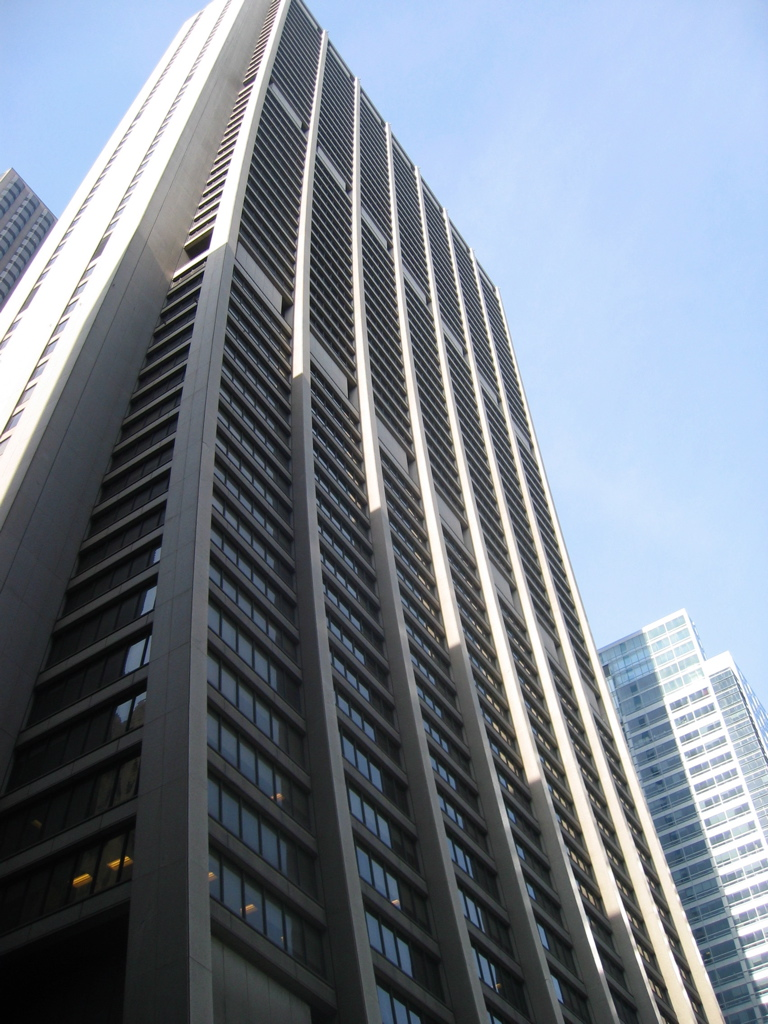
برج چیس شیکاگو، ساختمان اسبق مرکزی بانک وان

بانک وان (به انگلیسی: Bank One) شرکت خدمات مالی و بانکداری آمریکایی مستقر در شیکاگو، ایلی‌نوی بود، که در تاریخ ۱ ژوئیه ۲۰۰۴ توسط جی‌پی مورگان چیس خریداری و در این شرکت ادغام شد.
بانک وان در سال ۱۹۹۸ در پی ادغام بانک وان اوهایو (تأسیس: ۱۹۶۸) و فرست شیکاگو ان‌بی‌دی (که خود از ادغام شرکت فرست شیکاگو کورپ (تأسیس: ۱۸۶۳) و بانک ان‌بی‌دی بنکورپ (تأسیس: ۱۹۳۳) در سال ۱۹۹۵ تشکیل شده بود) راه‌اندازی شد.
یک سال پس از تصاحب بانک وان توسط جی‌پی مورگان چیس، در سال ۲۰۰۵ بخش بانکداری بانک وان، به‌طور کامل در این موسسه ادغام شد و از دارایی‌های بخش سهام اختصاصی آن، شرکت وان اکوتی پارتنرز راه‌اندازی گردید، که هم‌اکنون زیرمجموعه‌ای از جی‌پی مورگان چیس می‌باشد.